# Tharot
Tharot – miejscowość i gmina we Francji, w regionie Burgundia-Franche-Comté, w departamencie Yonne.
Według danych na rok 1990 gminę zamieszkiwało 115 osób, a gęstość zaludnienia wynosiła 49 osób/km² (wśród 2044 gmin Burgundii Tharot plasuje się na 795. miejscu pod względem liczby ludności, natomiast pod względem powierzchni na miejscu 1350.).